# 鍵和田良平

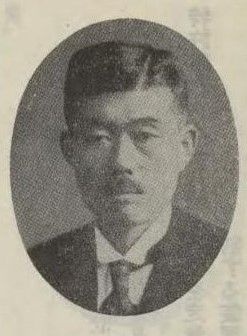
鍵和田良平

鍵和田 良平（かぎわだ りょうへい、明治14年（1881年）8月1日 - 昭和31年（1956年）7月24日）は、日本の工学者。
電気起重機の発明で有名。
神奈川県足柄下郡足柄村（現・小田原市）出身。父は明治13年（1880年）頃に村長を務めた。明治40年（1907年）に京都帝国大学機械工学科を卒業した。すぐに芝浦製作所に入所し、設計係となった。明治44年（1911年）に石川島造船所に転じ、多くの発明を行った。昭和3年（1928年）9月に昭和肥料会社理事に就任した。
1956年7月24日、脳出血のため東京都渋谷区青葉町の自宅で死去。
娘の貴代は、子爵の堤経長と結婚した。

## 特許
- 特許第24696号 起重機用自動荷重降下速度調整機